# 한양문화재연구원
한양문화재연구원은 문화재의 보존․보호, 관리, 조사, 발굴 및 활용을 통하여 민족문화의 우수성을 선양하고 새로운 문화창조에 기여하기 위하여 2015년 9월 1일 설립된 문화체육관광부 소관의 재단법인이다. 사무실은 경기도 안양시 동안구 흥안대로 415, 두산벤처다임 10층 1019호에 위치한다.

## 주요 사업
- 문화재지표조사 및 현황조사
- 매장문화재 발굴조사 및 연구
- 문화재 보호·보존에 대한 연구
- 문화재 관련 학술행사 개최 및 연구서 발간
- 문화재 관련 전문인력 지원사업 및 양성을 위한 교육
- 문화재에 대한 자문 및 위탁 등 관련사업